# Union Sidi Kacem

Escudo do time de futebol Union Sidi Kacem.

O Union Sidi Kacem é um clube de futebol marroquino que joga atualmente na segunda divisão e foi fundado em 1927, com o nome de Union sportive de Petitjean, nome da cidade de Sidi Kacem durante a colonização francesa. As fases boas do clube ocorreu nas décadas de 1970 e 1980, após ser promovido ao GNF 1 em 1967. O clube joga no Abdelkader Allam Stadium.

## História
O clube foi fundado em 1927 na cidade de Sidi Kacem.